# Балка Бурсук
Балка Бурсук — балка (річка) в Україні у Роздільнянському районі Одеської області. Права притока річки Дівки (басейн Чорного моря).

## Опис
Довжина балки приблизно 5,86 км, найкоротша відстань між витоком і гирлом — 5,41 км, коефіцієнт звивистості річки — 1,12. Формується струмками та загатами. На деяких ділянках балка пересихає.

## Розташування
Бере початок на південно-східній стороні від села Слов'яносербка. Тече переважно на південний схід через село Антоно-Ковач і у селі Єрмішкове впадає в річку Дівку, праву притоку річки Кучургану.

## Цікаві факти
- У XIX столітті на балці існував вітряний млин[1].